# Anatomiske muskeltermer
Brugen af anatomiske muskeltermer har til formål at synliggøre og klassificere muskelgrupperne i forhold til hinanden og deres individuelle funktioner. Udover selve navngivningen af de enkelte muskler, hører der flere elementer til klassifikationen af de anatomiske muskeltermer, blandt andet kroppens placering/drejning (og dermed musklens) eller fra hvilken side man ser musklen (ydre eller indre). 

## Klassifikation
Der findes 3 typer af muskelvæv i menneskekroppen: Glatte muskler, skeletmuskler og hjertemusklen. 

### Glatte muskler
De glatte muskler er ansvarlige for de bevægelser, vi ikke bevidst kan styre, for eksempel i tarmene og mavesækken, omkring blodårene og musklerne til kønsorganerne.

### Skeletmuskler
Skeletmusklerne, også kaldet de tværstribede muskler, er de muskler vi selv kan kontrollere, for eksempel når vi bevæger os rundt i køkkenet eller dyrker sport. Det er muskelbevægelser, som vi selv bestemmer over og vælger at vi vil udføre. Skeletmusklerne kan deles op i henholdsvis agonist og antagonist, hvilket betyder om den hjælper eller "modarbejder" en bevægelse. 

### Hjertemusklen
Hjertemusklerne hører kun til omkring hjertet og adskiller sig fra de andre muskler, da de fungerer uden nødvendig påvirkning eller stimuli fra omverdenen, og er i sig selv en ufrivillig bevægelse vi ikke kan styre.